# Milicia Popular nombrada en honor a Minin y Pozharski
La Milicia Popular nombrada en honor a Minin y Pozharski (NOMP;en ruso: Народное ополчение имени Минина и Пожарского; НОМП ;Naródnoye opolchéniye ímeni Mínina i Pozhárskogo, NOMP), también conocida como Milicia Popular de Kvachkov (en ruso: Народное ополчение Квачкова ; Naródnoye opolchéniye Kvachkova), era una organización pública rusa no registrada. En febrero de 2015, fue reconocida como organización terrorista por decisión judicial.
Fue creada en febrero de 2009 por el coronel del GRU Vladímir Kvachkov. Se emitió un llamamiento "La milicia popular hoy" que en particular decía: "... los nombres de Minin y Pozharski están incluidos en el nombre de la organización debido a la sorprendente similitud de la situación actual en Rusia con la situación hace cuatro siglos confusión en lo más alto: no entenderás quién gobierna el país, disputas entre clanes, traición de los boyardos, robo arbitrariedad, robo en las calles, invasión del oeste. Yuri Ékishev se convirtió en miembro de la sede de la NOMP y asistente principal de Kvachkov, quien en 2007 fue condenado a dos años de prisión por incitar al odio étnico.
La NOMP incluye representantes del Sindicato de Oficiales, el Movimiento Contra la Inmigración Ilegal (DPNI), el Movimiento Imperial Ruso, la Unión Nacional Rusa (RONS), la Unión del Poder Militar de Rusia y el Frente de Izquierda. Las células NOMP se establecieron en más de cuarenta regiones de Rusia.

## Historia
El 23 de diciembre de 2010, Kvachkov fue detenido por agentes del FSB en su apartamento por cargos de organización de rebelión y terrorismo.
A fines de julio de 2011, el FSB informó que miembros de la célula local de la Milicia Popular habían sido detenidos en Ekaterimburgo. Los detenidos fueron acusados de organizar un grupo terrorista y preparar un motín. Según los investigadores, en la mañana del 2 de agosto de 2011 (en el Día de los Paracaidistas), varios destacamentos de combate armado con una columna vertebral de ex fuerzas especiales debían irrumpir en los edificios de Ekaterimburgo GUVD, FSB, MChS y matar a sus líderes. . A los mismos destacamentos se les encomendó la captura de almacenes con armas. Se suponía que grupos de saboteadores volarían las subestaciones eléctricas de Ekaterimburgo para quitar energía a la ciudad y sembrar el pánico entre la población. Además, los rebeldes supuestamente planearon movilizar y armar a toda la población masculina de Ekaterimburgo y mantener la defensa con tales fuerzas hasta que reciban ayuda de las regiones vecinas. El líder de la célula de combate se creía que era empresario Aleksandr Ermakov, quien, según la investigación, no solo desarrolló un plan para la insurrección, cuyo nombre en código es "Amanecer", sino que también reclutó partidarios entre militares retirados y oficiales de seguridad insatisfechos con las reformas en el país. Cuatro más: el coronel de 64 años, el "afgano" Leonid Jabárov, el ex investigador criminal Vladislav Ladéyschikov, el empresario Serguéi Kátnikov, el doctor en ciencias e inventor Víktor Kralin fueron detenidos el 19 de julio en la oficina de Ermakov. Todos eran jugadores de airsoft.
El   de 2013, el Tribunal Municipal de Moscú condenó a Vladímir Kvachkov a 13 años en una colonia de régimen estricto por preparar un motín armado. El segundo acusado, Aleksandr Kiseliov, fue condenado a 11 años en un régimen estricto. El veredicto dice que se estableció que en 2009 Kvachkov ofreció a sus seguidores en varias ciudades participar en una rebelión armada, que debía comenzar el 24 de junio de 2010. Su hombre de confianza, Manrik, recogió a las personas y se sometieron a entrenamiento militar en el campo de entrenamiento de Myakínino. En 2010, Kiseliov en San Petersburgo recogió un grupo de diez personas y adquirió armas. Kvachkov y sus seguidores iban a iniciar un motín en Kovrov. Se planeó apoderarse de los edificios del MVD, el FSB, el MChS de Kovrov, así como armas y municiones en pequeños grupos. Se suponía que el éxito del motín armado en Kovrov provocaría eventos similares en otras regiones, según sus planes. Una de las principales pruebas del caso fue la grabación de una conversación entre varios partidarios de Kvachkov, cuando estaban desarrollando un plan para una incursión en Kovrov, inteligencia, distribución de fondos y recursos humanos.
En mayo de 2012, comenzó un juicio en el Tribunal Regional de Sverdlovsk por cargos contra Jabárov, Ladéyschikov, Kátnikov y Kralin. Como explicó Ladéyschikov a la investigación, sus compañeros de armas le pusieron "tareas de trabajo operativo". En particular, tuvo que encontrar formas para que los militantes se acerquen y se retiren al edificio de la sinagoga de Ekaterimburgo, rastrear el horario y las rutas de movimiento del rabino de Sverdlovsk Zelig Ashkenazi para su posterior ejecución. Se suponía que el asesinato del rabino había sido cometido por un grupo de combate no residente que llegó a Ekaterimburgo "disfrazado de jugadores de airsoft". Los acusados también supuestamente planearon la eliminación de los jefes de las estructuras de poder de la región de Sverdlovsk. Se suponía que el motín comenzaría con la voladura de las líneas eléctricas que alimentaban a Ekaterimburgo. Luego, los conspiradores tuvieron que irrumpir en las unidades militares estacionadas en la ciudad, después de lo cual los militares, según el plan, tuvieron que pasarse al lado de los "revolucionarios". Además, habiendo “movilizado a los ciudadanos de Sverdlovsk”, la “Milicia del Pueblo” se trasladaría a Moscú para derrocar al gobierno. Los conspiradores tenían pistolas y revólveres, algunos de entrenamiento y otros de combate. Pero un examen pericial encontró que de todas las armas incautadas, solo una pistola era apta para disparar.

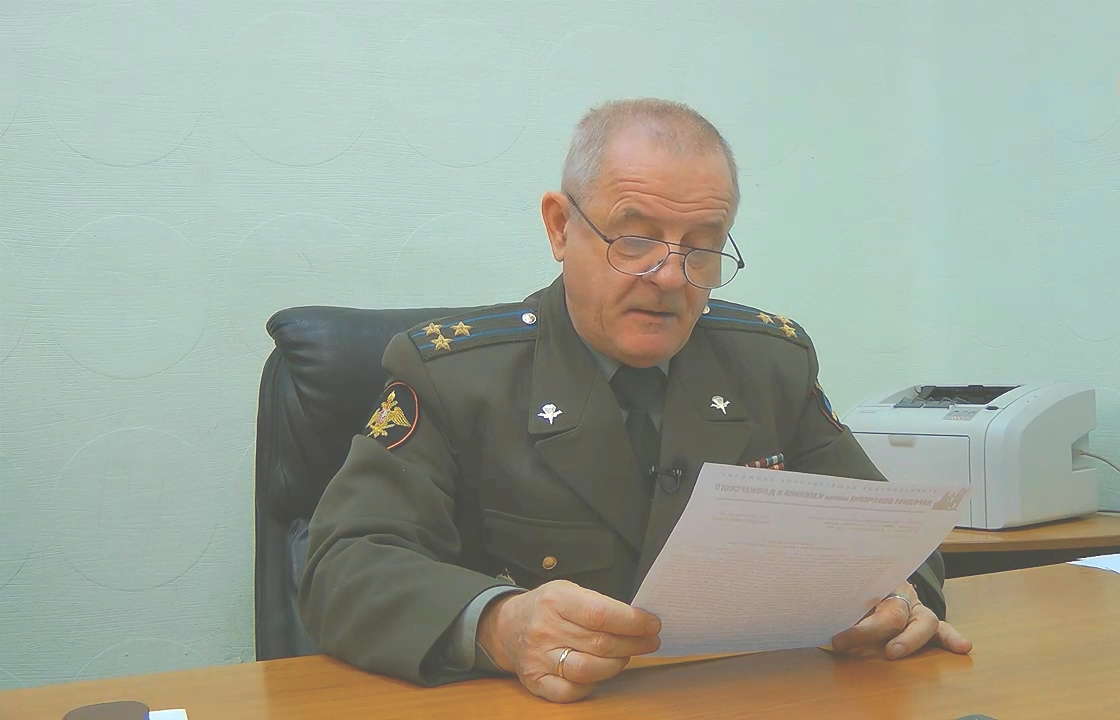
El Coronel Vladímir Kvachkov declara la creación del Frente de Liberación Nacional de Rusia en el programa En primera persona de la cadena de TV Neiromir. Moscú, 23 de noviembre de 2010.

Ladéyschikov fue el único de todos los acusados que confesó a la investigación. Por lo tanto, se le retiraron los cargos de preparación para un motín. Fue imputado únicamente por la comisión de los delitos previstos en el art. 205.1, parte 1 (amenaza de cometer un acto terrorista) y el art. 222, parte 2 (adquisición, transferencia, venta y almacenamiento ilegales de municiones y artefactos explosivos) del Código Penal de la Federación de Rusia. Aleksandr Ermakov fue declarado loco y enviado a tratamiento obligatorio.

### Condenas de los implicados
El 26 de febrero de 2013, se dictó sentencia en este caso. Leonid Jabárov y Víktor Kralin fueron condenados a 4,5 años en una colonia penal de régimen general cada uno (fueron declarados culpables solo en virtud de los artículos "Asistencia en actividades terroristas" y "Adquisición, transferencia, venta, almacenamiento, transporte o portación ilegales de armas de fuego, municiones, sustancias explosivas "), Aleksandr Ladéyschikov recibió una sentencia suspendida de 2 años. S. Kátnikov, quien se declaró culpable, también recibió una sentencia suspendida. En julio de 2014, L. Jabárov fue liberado y en enero de 2015, V. Kralin fue liberado. El 7 de febrero de 2019, el Tribunal Zúbovo-Polyanski de Mordovia dictaminó liberar a Kvachkov del castigo por extremismo. Dado que la primera parte del artículo 282 (extremismo) dejó de ser un delito penal, el tribunal decidió liberar a Kvachkov del cumplimiento de su condena. El límite de tiempo para el intento de rebelión ya ha expirado, puesto en libertad el 19 de febrero del mismo año.